# Tylonycteris fulvida
Tylonycteris fulvida és una espècie de ratpenat de la família dels vespertiliònids. Viu al sud-est asiàtic. És més petit que T. tonkinensis. Després de ser descrit com a espècie el 1859, durant el segle XX fou reduït a la categoria de subespècie fins al 2017, quan Tu et al. el restauraren com a espècie basant-se en dades cariològiques, genètiques i filogenètiques.